# ويليام فيربانكس
ويليام فيربانكس (بالإنجليزية: William Fairbanks)‏ هو ممثل أمريكي، ولد في 24 مايو 1894 بسانت لويس في الولايات المتحدة، وتوفي في 1 أبريل 1945 بلوس أنجلوس في الولايات المتحدة بسبب ذات الرئة.

## وصلات خارجية
- ويليام فيربانكس على موقع IMDb (الإنجليزية)
- ويليام فيربانكس على موقع قاعدة بيانات الفيلم (الإنجليزية)